# Guzzini Challenger 2014
Il Guzzini Challenger 2014 è stato un torneo di tennis facente parte della categoria ATP Challenger Tour nell'ambito dell'ATP Challenger Tour 2014. È stata la 12ª edizione del torneo che si è giocato a Recanati in Italia dal 14 al 20 luglio 2014 su campi in cemento e aveva un montepremi di 35 000 €+H.

## Partecipanti singolare

### Teste di serie
| Nazionalità | Giocatore                | Ranking* | Testa di serie |
| ----------- | ------------------------ | -------- | -------------- |
| Lussemburgo | Gilles Müller            | 84       | 1              |
| Lituania    | Ričardas Berankis        | 141      | 2              |
| Slovacchia  | Andrej Martin            | 166      | 3              |
| Ungheria    | Márton Fucsovics         | 167      | 4              |
| Spagna      | Adrián Menéndez Maceiras | 175      | 5              |
| Francia     | David Guez               | 182      | 6              |
| Russia      | Konstantin Kravčuk       | 193      | 7              |
| Serbia      | Ilija Bozoljac           | 197      | 8              |

- Ranking al luglio 2014.

### Altri partecipanti
Giocatori che hanno ricevuto una wild card:
- Salvatore Caruso
- Antonio Massara
- Giacomo Miccini
- Stefano Napolitano

Giocatori che sono passati dalle qualificazioni:
- Victor Baluda
- Duilio Beretta
- Guillermo Durán
- Filip Veger

Giocatori che hanno ricevuto un entry con un protected ranking:
- Sergei Bubka

## Partecipanti doppio

### Teste di serie
| Nazionalità | Giocatore       | Nazionalità | Giocatore        | Ranking* | Testa di serie |
| ----------- | --------------- | ----------- | ---------------- | -------- | -------------- |
| Argentina   | Guillermo Durán | Argentina   | Máximo González  | 223      | 1              |
| Uruguay     | Ariel Behar     | Italia      | Alessandro Motti | 305      | 2              |
| Regno Unito | Jamie Delgado   | Lussemburgo | Gilles Müller    | 356      | 3              |
| Russia      | Victor Baluda   | Perù        | Sergio Galdós    | 383      | 4              |

- Ranking al luglio 2014.

### Altri partecipanti
Coppie che hanno ricevuto una wild card:
- Salvatore Caruso /  Stefano Napolitano
- Edoardo Castagna /  Paride Mangiaterra
- Lorenzo Frigerio /  Matteo Trevisan

Coppie che hanno ricevuto un entry con un protected ranking:
- Ričardas Berankis /  Sergei Bubka

## Vincitori

### Singolare
Gilles Müller ha battuto in finale  Ilija Bozoljac con il punteggio di 6–1, 6–2

### Doppio
Ilija Bozoljac /  Goran Tošić hanno battuto in finale  James Cluskey /  Laurynas Grigelis con il punteggio di 5–7, 6–4, [10–5]